# Одровонж, Станислав
Стани́слав Одровонж (пол. Stanisław Odrowąż; 1509 — 2 апреля 1545) — польский вельможа из рода Одровонж. Воевода подольский (1535—1542), воевода русский (1542—1545). Каштелян львовский с 1533 года, староста львовский с 1534 года, староста самборский.

## Биография
Представитель польского шляхетского рода Одровонж. Сын воеводы белзского и русского Яна Одровонжа (ок. 1478—1513) и Анны Ярославской-Тарновской. Внук воеводы подольского и русского Яна Одровонжа (старшего), правнук воеводы подольского и русского Петра Одровонжа.
Раньше осиротел, воспитывался во дворе матери и её второго мужа Николая Иордана. Правовыми опекунами были краковский воевода Кшиштоф Шидловецкий и его брат — сандомирский каштелян Николай, которые покрывали расходы на содержание Станислава Одровонжа и его сестер администрировали их наследством. После смерти отца ему перешла староство самборское. Укреплением замков староства руководил Кшиштоф Шидловецкий. После совершеннолетия 28 февраля 1524 года братья Кшиштоф и Николай Шидловецкие перестали быть опекунами.
Перед 1530 годом Станислава собирался добиваться руки мазовецкой княжны Анны. 28 апреля 1531 году стал пожизненным старостой самборским.
7 апреля 1533 года король Сигизмунд Старый уволил Ежи Крупского с должности каштеляна львовского, передав этот пост Станиславу Одровонжу. 25 октября 1535 года приступил к обязанностям воеводы белзского после Ежи Крупского.
В апреле 1536 года находился в Вильно, где пытался получить от короля оставление обрученной с ним княжны Анне ее части мазовецкого наследства, на которые начала претендовать королева Бона Сфорца.
Королевским решением на сейме 4 февраля 1537 года Станислав Одровонж был лишен львовского и самборского староств, вынужден был покинуть королевщину Ров (ныне Бар). Администрированием этих королевщин занимались, по разрешению королевы, в Самборе подкоморий тишановский Рафал Чосновский, в Баре — Бернард Претвич (1540). Львовское староство было отдано Николаю Гербурту из Однова. После этого Станислав осел с женой в Ярославе.
В 1543 году Станислав Одровонж был подвергнут нападкам со стороны польского примаса Петра Гамрата, который обвинил его в содействии религиозным новинкам. Придавал протекцию Николаю Рею, который хвалил в «Зверинце». В марте 1545 года королева выплатила ему 19 187 золотых.

## Семья
Станислав Одровонж был дважды женат. В 1530 году он женился первым браком на Катаржине Гурке (? — 1535), дочери каштеляна и воеводы познанского Лукаша Гурки. Первый брак был бездетным.
В 1536 году он женился вторым браком на княжне Анне Мазовецкой (ок. 1498—1557), дочери князя мазовецкого Конрада III Рыжего и Анны Радзивилл. У супругов была одна дочь:
- София (ок. 1540 — 9 июля 1580), которая в 1555 году стала женой каштеляна войницкого Яна Криштофа Тарновского (1536—1567), а потом с 1575 года воеводы сандомирского Яна Костки (1529—1581)